# 姚炳熊
姚炳熊（?—?），浙江省湖州府烏程縣人，清朝政治人物、同進士出身。
光緒二十一年（1895年），参加光緒乙未科殿試，登進士三甲132名。同年五月，授吏部主事。宣统间任江苏太仓直隶州知州。